# Cilevirus
Genre
Espèces de rang inférieur
- Citrus leprosis virus C
- Citrus leprosis virus C2

Cilevirus est un genre de virus de la famille des Kitaviridae, créé en 2006, qui comprend 2 espèces. Ce sont des virus à ARN linéaire à simple brin à polarité positive, qui infectent des plantes du genre Citrus (phytovirus). La famille est rattachée au  groupe IV de la classification Baltimore.
Les virus de ce genre sont les agents de la léprose des agrumes

## Étymologie
Le nom générique, « Cilevirus », est une combinaison de la première syllabe de l'hôte naturel (Citrus) de ces virus et de la première syllabe du nom de la maladie causée par l'espèce-type (leprosis), suivie du suffixe « -virus » qui caractérise les noms de genres de virus.

## Liste des espèces et non-classés
Selon NCBI (23 décembre 2020) :
- Citrus leprosis virus C ; espèce-type (virus C de la léprose des agrumes)
- Citrus leprosis virus C2 (virus C2 de la léprose des agrumes)
- non-classés
  - Passion fruit green spot virus